# Năng lượng ở Angola
Năng lượng ở Angola đề cập đến năng lượng và sản xuất điện, tiêu thụ và xuất khẩu ở Angola. Chính sách năng lượng của Angola phản ánh chính sách năng lượng và chính trị của Angola.
Sinh khối chiếm 58% lượng năng lượng tiêu thụ của nước này; dầu chiếm 35%, khí thiên nhiên chiếm 4% và thủy điện chiếm 3%.
Sử dụng năng lượng căn bản năm 2009 ở Angola là 138 TWh và 7 TWh trên một triệu người.
Người dân Angola thường xuyên phải chịu cảnh mất điện. Vào năm 2012, vài ngày trước cuộc bầu cử, chính phủ đã công bố 17 tỷ USD trong kế hoạch đầu tư năng lượng, được thiết kế để giảm bớt sự thiếu hụt năng lượng sẵn có.

## Tổng quan
| Năng lượng ở Angola | Năng lượng ở Angola                                                | Năng lượng ở Angola | Năng lượng ở Angola | Năng lượng ở Angola | Năng lượng ở Angola | Năng lượng ở Angola |
|                     | Bình quân                                                          | Năng lượng sơ cấp   | Sản xuất            | Nhập khẩu           | Điện                | CO2-emission        |
|                     | Triệu                                                              | TWh                 | TWh                 | TWh                 | TWh                 | Mt                  |
| ------------------- | ------------------------------------------------------------------ | ------------------- | ------------------- | ------------------- | ------------------- | ------------------- |
| 2004                | 15,49                                                              | 110                 | 667                 | 547                 | 1,92                | 7,81                |
| 2007                | 17,02                                                              | 124                 | 1104                | 979                 | 3,24                | 10,66               |
| 2008                | 18,02                                                              | 128                 | 1231                | 1090                | 3,41                | 10,56               |
| 2009                | 18,50                                                              | 138                 | 1174                | 1033                | 3,75                | 12,92               |
| 2012                | 19,62                                                              |                     |                     |                     | 5,01                | 15,72               |
| Thay đổi 2004-2009  | 19,4%                                                              | 25,4%               | 76%                 | 88,7%               | 95,3%               | 65,4%               |
|                     | Mtoe = 11.63 TWh, Năng lượng sơ cấp bao gồm cả năng lượng tổn thất |                     |                     |                     |                     |                     |

Dân số Angola đã tăng 19,4% trong 5 năm từ 2004-2009.

## Thủy điện
Angola có nguồn tài nguyên thủy điện rất lớn vượt xa nhu cầu hiện tại của nước này. Đập Capanda, trên sông Cuanza, cung cấp điện cho các ngành công nghiệp ở Luanda với giá rẻ. Hai đập trên sông Catumbela sản xuất điện cho các khu vực Lobito và Benguela (Đập Lomaum). Đập Matala cách xa 180 km từ Lubango cung cấp điện cho Lubango và Namibe. Đập Thác Ruacaná, gần biên giới Namibia, được hoàn thành vào cuối những năm 1970, nhưng nhà máy điện nằm trên lãnh thổ Namibia. Một nhà máy thủy điện 520 MW trên sông Cuanza ở Kapanda dự kiến sẽ bắt đầu phát điện vào đầu năm 2003. Tính đến cuối năm 2002, chỉ có ba trong sáu đập của nước này (Cambambe, Biopo, và Matala) đã hoạt động; 200 triệu USD đã được phân bổ để sửa chữa các đập còn lại, bị thiệt hại lớn trong cuộc nội chiến. Năm 2002, sản lượng điện là 1,728 TWh, trong đó 34,5% đến từ nhiên liệu hóa thạch và 65,5% từ thủy điện. Trong cùng năm đó, tiêu thụ điện tổng cộng là 1,607 TWh. Tổng công suất năm 2002 là 700 MW. Điện được sản xuất bởi Empresa Nacional de Electricidade de Angola.

## Dầu thô
Angola đứng thứ hai về sản lượng dầu thô ở châu Phi hạ Sahara. Dầu là mặt hàng xuất khẩu chính của Angola kể từ năm 1973; nó cũng chiếm một nửa tổng sản phẩm quốc nội và là nguồn thu hàng đầu của chính phủ, chiếm 2,9 tỷ USD tổng giá trị xuất khẩu vào năm 1994 hay 95% trong tổng số. Vào cuối năm 2004, Angola đã công bố trữ lượng dầu là 8,8 tỷ thùng (barrel) (1,40 km³). Trữ lượng dầu nằm dọc theo bờ biển Đại Tây Dương, phần lớn nằm ngoài bờ biển của tỉnh Cabinda và khu vực biên giới phía bắc giữa Quinzau và Soyo. Năm 1999, một số công ty khai thác dầu mỏ đã tham gia sản xuất dầu, trong đó lớn nhất là một công ty con của Chevron, Công ty Dầu Vịnh Cabinda. Công ty này đã có thỏa thuận tham gia 49/51% với Sonangol, công ty dầu của bang. Các công ty khác bao gồm Fina Petróleos de Angola (một công ty của người Bỉ), Elf Aquitaine và Texaco. Năm 2004, sản lượng dầu thô trung bình 991.000 thùng / ngày (157.600 m³ / ngày). Công ty con của ExxonMobil, Esso bắt đầu phát triển một phần của mỏ dầu ngoài khơi Xikomba vào tháng 8 năm 2002. Sản xuất đã ngừng hoạt động vào tháng 8 năm 2011.

### Nhà máy lọc dầu Lobito
Sự phát triển đã được lên kế hoạch nhưng bị chậm trễ nhiều, với một nhà máy lọc dầu mới có công suất 200.000 thùng / ngày (32.000 m³ / ngày) trên bờ biển tại thành phố Lobito. Công ty dầu lửa quốc doanh Angolan Sonangol sẽ có 70% cổ phần trong nhà máy lọc dầu Sonaref tại Lobito, người đứng đầu là Carlos Saturnino cho biết vào năm 2006, công ty dầu mỏ Sinopec của Trung Quốc sẽ giữ lại phần còn lại.

### Dầu trong nền kinh tế Angola
Nền kinh tế Angola bị ảnh hưởng sâu sắc bởi sự sụt giảm mạnh của giá dầu trong năm 2014. Và mặc dù có các tòa nhà chọc trời mới, xuất hiện ở Luanda; văn phòng, trung tâm mua sắm và các tòa nhà chung cư tăng nhanh trong một "thời kỳ hoàng kim nhỏ" như nhà kinh tế hàng đầu Alves da Rocha gọi nó, từ năm 2003-2008. Tuy nhiên có lẽ ba phần tư dân số của Luanda sẽ sống trong "các khu ổ chuột ọp ẹp". Hai phần ba trong số 16,5 triệu người ở Angola có mức sống dưới 2 đô la một ngày, theo Ngân hàng Thế giới, ngành công nghiệp dầu mỏ sử dụng ít hơn 1% lực lượng lao động.

## Khí thiên nhiên
Tổng sản lượng khí tự nhiên đạt 8,4 km³ (3,0 × 1011 ft khối) vào năm 2002. Tổng trữ lượng khí tự nhiên ước tính khoảng 9,7 nghìn tỷ feet khối tính đến năm 2015. Nhu cầu trong nước về sản phẩm dầu mỏ tinh chế dự kiến sẽ tăng khi nền kinh tế dần dần khôi phục lại sau kết thúc của cuộc nội chiến và tác động lên môi trường sẽ là tích cực. Đến năm 2002, Sonangol và Chevron Texaco đã tham gia đầu tư vốn trong một dự án trị giá 2 tỷ đô la để sản xuất khí thiên nhiên hóa lỏng từ khí thiên nhiên ở các vùng bờ biển của Angola. Sản xuất dự kiến bắt đầu vào năm 2007 nhưng Angola LNG đã thực hiện chuyến hàng đầu tiên vào tháng 6 năm 2013.

## Môi trường

### Sự cố tràn dầu ở Angola
Angola đã phạt Chevron Texaco 2 triệu đô la vì gây thiệt hại về môi trường vào năm 2002 đối với nghề cá do các ống dẫn cũ tại mỏ dầu Cabinda gây ra. Chevron hứa sẽ chi trả 108 triệu đô la để thay thế các đường ống. Công ty này bơm gần 3/4 lượng dầu của Angola và cũng giảm sản lượng dầu thô khoảng 12%, sau khi rò rỉ đường ống.